# Beate Schramm
Beate Schramm (n. 21 iunie 1966, Leisnig, Saxonia, Germania) este o canotoare ce a reprezentat Germania, medaliată olimpică. A participat la 2 ediții ale Jocurilor Olimpice (1988, 1992) în care a câștigat o medalie de aur.